# Рогачёв, Алексей Сергеевич
Алексе́й Серге́евич Рогачёв (7 декабря 1979, Калининград) — российский футболист, вратарь.

## Карьера
Воспитанник ДЮСШ «Балтика», тренер — П. С. Корнеев.
С 1997 по 1999 годы играл в различных клубах Калининграда на первенство области. В 2000 году перешёл в «Локомотив-НН», где сыграл один матч в Высшем Дивизионе России. Вторую половину сезона провёл в павловском «Торпедо», в котором смог отметиться голом с пенальти. С 2001 по 2011 годы выступал в составе главной команды Калининградской области — «Балтике». Три сезона провел в польском клубе «Олимпия». Сезон 2014/2015 провел в пензенском «Зените». Летом 2015 года вернулся в «Балтику».
После сезона 2016/2017 завершил карьеру.